# 向娃
向娃（1955年9月6日—），本名陳英柳，台灣歌手及女演員，由於家庭兄弟姐妹眾多，她很早就開始幫忙家計在外工作，14歲勇奪地區性歌唱比賽冠軍。之後以藝名「藍雅蘭」在高雄各著名歌廳駐唱，曾在台灣秀場演出，1975年在林家慶、陳彼得多名老師的指導下發行第一張黑膠唱片「心窗」，廣受好評。從此在歌壇打開知名度。2014年曾以公視人生劇展《轉。大人》入圍第49屆金鐘獎迷你劇集／電視電影女配角獎。歌手葉蔻為其胞妹。

曾發行過的歌曲有《心窗》、《天涯海角》、《金玉滿堂》、《活著就要動》。

## 音樂作品

### 唱片

#### 專輯
| 發行日期  | 專輯名稱     | 唱片公司   | 曲目 |
| --------- | ------------ | ---------- | --- |
| 1975年6月 | 《心窗》     | 歌林唱片   | 曲目 1. 心窗 2. 朋友再見 3. 只要你記得我 4. 攜手同行 5. 南風輕輕吹 6. 再生花 7. 一枝草一點露 8. 總是我不對 9. 我喜歡你 10. 大眼睛 |
| 1976年    | 《天涯海角》 | 新黎明唱片 | 曲目 1. 天涯海角 2. 只要有你在身邊 3. 美好的回憶 4. 開花結果 5. 綠窗 6. 好伴侶 7. 在天涯在海角 8. 我願意 9. 等你來問我 10. 春來了 |
| 1977年    | 《金玉滿堂》 | 新黎明唱片 | 曲目 1. 金玉滿堂 2. 望春風 3. 孤戀花 4. 白牡丹 5. 心酸酸 6. 難忘的夜港邊 7. 日日春 8. 悲慘的愛 9. 純真的愛 10. 望你早歸           |

#### 單曲
- 2018年《活著就要動》
- 2018年《叫我辣媽》

## 電視劇
- 中視：《新娘與我》，飾 裘麗
- 中視：《世間人》第二單元 大某細姨 飾 范春娥
- 2004年，八大電視台：《真愛無悔》，飾 黃莊寶珠
- 2006年，民視：《再生緣》，飾 葉美枝
- 2011年，台視：《姊妹》，飾 許美鳳
- 2013年，公視：《公視人生劇展 喇叭宏的悲喜曲》，飾 老闆娘
- 2014年，公視：《公視人生劇展 轉。大人》，飾 阿嬤
- 2015年，大愛：《想念的滋味》，飾 林梅珠
- 2016年，大愛：《我和我母親》，飾 陳鶯玉
- 2016年，三立台灣台：《甘味人生》，飾 柳月紅
- 2017年，公視：《城市情歌》，飾 愛嬌
- 2023年，公視台語台、華視：《欺妻49天》，飾 劉母
- 2023年，民視：《愛的榮耀》飾 凱薩琳(客串)

## 獎項紀錄
| 年份   | 獲提名       | 獎項                                   | 結果 |
| ------ | ------------ | -------------------------------------- | ---- |
| 2014年 | 《轉。大人》 | 第49屆金鐘獎迷你劇集／電視電影女配角獎 | 提名 |

## 外部連結
- 向娃的Facebook專頁
- 向娃在互联网电影资料库（IMDb）上的資料（英文）
- 向娃在香港影庫上的簡介